# Neaeromya obliqua
Neaeromya obliqua is een tweekleppigensoort uit de familie van de Lasaeidae. De wetenschappelijke naam van de soort is voor het eerst geldig gepubliceerd in 1969 door Harry.